# Sweet Little Sixteen
Sweet Little Sixteen è una canzone rock and roll scritta e incisa originariamente dal cantante statunitense Chuck Berry pubblicata come singolo nel gennaio 1958.
La canzone parla di una ragazza che ha appena compiuto sedici anni e che è una fan sfegatata degli artisti rock'n'roll. In particolar modo si vede come lei supplica i suoi genitori per poter andare a un concerto e viene descritto anche il suo abbigliamento.
Ci sono state numerose cover del brano delle quali la più famosa è quella dei Beach Boys con il titolo di Surfin' USA. Altre cover sono state fatte da Jerry Lee Lewis, Beatles, The Animals, Ten Years After, The Rolling Stones.
La versione del brano di Berry pubblicata dai Beach Boys nel 1963 con il titolo Surfin' USA, originariamente non era stata presentata come una cover, ma come un brano originale anche se possedeva essenzialmente la stessa melodia e gran parte del testo di Sweet Little Sixteen. Dopo una causa legale intentata da Berry e dalla sua etichetta discografica ai Beach Boys, la canzone venne infine accreditata a Berry/Wilson.
Nel 2004, la rivista Rolling Stone ha posizionato la canzone alla posizione numero 272 della loro lista delle migliori 500 canzoni di sempre.

## Tracce singolo
Chess 1683
1. Sweet Little Sixteen - 2:59
2. Reelin' and Rockin' - 3:18

## Musicisti
- Chuck Berry: voce, chitarra
- Lafayette Leake: pianoforte
- Willie Dixon: basso
- Fred Below: batteria